# Chapelle de Ley
La chapelle de Ley est une chapelle catholique située sur le lieu-dit Ley, dans la commune de Mieussy, dans le département de la Haute-Savoie.

## Historique
L'édifice est construit en 1662 par Claude Bailly, notaire habitant à Leÿ.
En 1868, les habitants du village se cotisent pour acheter un calice qui restera à la chapelle, les villageois ont édifié un clocher, avec une cloche que l'on faisait sonner trois fois par jour, pour l'Angélus.
La chapelle appartient à une propriété privée.